# Семяниці (Великопольське воєводство)
Семяниці (пол. Siemianice) — село в Польщі, у гміні Ленка-Опатовська Кемпінського повіту Великопольського воєводства.
Населення — 774 особи (2011).
У 1975-1998 роках село належало до Каліського воєводства.

## Демографія
Демографічна структура станом на 31 березня 2011 року:
|          | Загалом | Допрацездатний вік | Працездатний вік | Постпрацездатний вік |
| -------- | ------- | ------------------ | ---------------- | -------------------- |
| Чоловіки | 387     | 95                 | 261              | 31                   |
| Жінки    | 387     | 88                 | 222              | 77                   |
| Разом    | 774     | 183                | 483              | 108                  |